# آنکاچیتا
آنکاچیتا (انگلیسی: Ancachita) کوهی در کشور پرو است که ارتفاع آن ۵٬۱۳۱٫۳ متر بالاتر از سطح دریا است.

## موقعیت
کوه آنکاچیتا در کشور پرو قرار دارد و یکی از کوه‌های رشته‌کوه آند است.

## ویژگی
این کوه دارای ارتفاع ۵٬۱۳۱٫۳ متر است.